# Torneyamen
Un torneyamen (in lingua occitana equivale a "torneo") o certamen (oppure in it. certame) è un  genere di poesia lirica utilizzato dai trovatori del XIII secolo. Strettamente correlata alla tenzone (una disputa tra due poeti), e al partimen (una domanda posta da un poeta alla quale un altro risponde), il torneyamen aveva luogo tra diversi poeti, in origine di solito tre. La tenso a tre venne iniziata da Raimbaut de Vaqueiras con Ademar de Peiteus e Perdigon. Queste tensos più allargate divennero note come torneyamens soltanto successivamente. Una tenso o partimen, sottoposta all'aggiudicazione di un altro trovatore, può avere un  jutjamen (giudizio) poetico assegnato a essa, sì da poter essere considerata un torneyamen fra tre. Il torneyamen, come le forme di dispute correlate, era forse in special modo comune in contesti, quali giochi floreali e puys. Molte di tali tensos e partimens si legano ai jutjamens resi in versi, come nell'esempio Senyer Bernatz, dues puncelhas say citato sotto. 

## Esempi
- Senher n'Aymar, chauzes de tres baros tra Raimbaut de Vaqueiras, Perdigon, e Ademar de Peiteus
- Senhe n'Enric, us reys un ric avar tra Guiraut Riquier, Enrico II di Rodez, e Peire Pelet
- Senhe n'Austorc d'Alboy, lo coms plazens tra Guiraut Riquier, Austorc d'Alboy, e Enric de Rodez
- A·n Miquel de Castilho tra Guiraut Riquier, Miquel de Castilho, e Codolet
- De so don yeu soy doptos tra Guillem de Mur, Guiraut Riquier, Enrico II di Rodez, e Marques de Canillac
- Guiraut Riquier, segon vostr'essien tra Guillem de Mur e Guiraut Riquier, giudicati da Enrico II di Rodez
- Senh'en Jorda, sie·us manda Livernos tra Guiraut Riquier, Jordan IV de L'Isle-Jourdain, Raimon Izarn, e Paulet de Marseilla
- Senhe n'Enric, a vos don avantatje tra Guiraut Riquier, Enrico II di Rodez, e Marques de Canillac, giudicati da Peire d'Estanh
- Gaucelm, tres jocs enamoratz tra Gaucelm Faidit, Uc de la Bacalaria, e Savaric de Malleo
- Senyer Bernatz, dues puncelhas say tra Jacme Rovira and Bernat de Palaol, giudicati da Germà de Gontaut e Ramon Galbarra